# Gonomyia aquila
Gonomyia aquila är en tvåvingeart som beskrevs av Alexander 1934. Gonomyia aquila ingår i släktet Gonomyia och familjen småharkrankar. Inga underarter finns listade i Catalogue of Life.